# Jonathan Cartland (tome 1)
Pour les articles homonymes, voir Jonathan Cartland.
Jonathan Cartland est le premier album de la série de bande dessinée Jonathan Cartland. Le personnage central de cet album a donné son nom à la série.

## Personnages clés
- Jonathan Cartland : trappeur, justicier, aussi surnommé « Cheveux jaunes » par les indiens.
- Black Turtle et Lazy Dog : sioux Oglalas. Black Turtle devient l'ami de Jonathan.
- Running Bear : chef des sioux Oglalas.
- Petite Neige : fille du chef Running Bear.
- Louis : métis, scout au Fort Hope.
- Le capitaine: Commandant par intérim du fort Hope en l'absence du colonel, homme avide de gloire à acquérir sur le dos des Indiens.
- Jack: chef d'une bande de trafiquant d'alcool et d'assassins, impliqués dans les provocations à l'égard des Sioux Oglalas, afin de récupérer leurs terres.

## Histoire
le 22 septembre 1854, Jonathan Cartland assiste à la pendaison d’un guerrier Oglala innocent. Il jure de le venger et pourchasse les voleurs : des indiens Crows. L’hiver s’installe, il sauve deux indiens Oglalas tombés dans un lac gelé, Black Turtle et Lazy Dog. Eux aussi sont à la poursuite des Crows. Ils s’unissent et finissent par les retrouver et les tuer.
En l’absence du colonel parti à Washington, le capitaine, à Fort Hope, se prépare à provoquer un soulèvement des indiens pour lui fournir un prétexte à une répression sanglante et acquérir de la gloire. Avec son complice Jack, intéressé par les terres indiennes, il fait livrer de l’alcool frelaté aux indiens, ce qui a provoqué la mort des fils de Many-Moon, de la tribu Oglala de Running Bear. Jonathan se rend au fort pour faire cesser ce trafic, mais en l'absence du colonel, il est éconduit par le capitaine. Au trading post, où il se rend avant de repartir, il prend la défense de Louis, métis pris à partie par les trafiquants complices de Jack et du capitaine. Peu après, il surprend une conversation entre le capitaine et Jack, ce qui lui permet de comprendre les événements en cours dans la région. Découvert, il est emprisonné. Louis l’aide à s’évader.
Jonathan court prévenir les indiens, mais il est déjà trop tard, car les hommes du capitaine ont tué un jeune indien et leur ont fait croire à l'aide d'une fausse piste que les meurtriers étaient de pacifiques fermiers, que les indiens manipulés massacrent par erreur. Jonathan, dont les Oglalas se méfient désormais, arrive trop tard pour empêcher le carnage.
Il reprend la piste, retrouve les véritables meurtriers et avec l’aide de Black Turtle, le seul Oglala qui soit resté son ami, il les tue et rentre au campement sioux pour tout expliquer. Petite Neige, la fille de Running Bear, s'intéresse à lui et il ne s'y montre pas insensible.
Malheureusement, les colons, très remontés, viennent demander justice au capitaine du massacre des fermiers. Celui-ci veut faire vite car le colonel annonce son retour. Il monte rapidement une expédition punitive qui vire au cauchemar, en raison des rigueurs de l'hiver et de la démotivation des hommes, dont certains désertent. Il sombre peu à peu dans une folie meurtrière, abat un de ses propres hommes, met le feu à un cimetière indien et disparaît dans les flammes.
Le calme retrouvé, Jonathan Cartland passe le printemps et avec la tribu, participe à la chasse au bison, épouse Petite Neige et part s'installer avec elle.